# Atentado de Lieja de 2018
El atentado de Lieja fue un suceso ocurrido el 29 de mayo de 2018 en el que un hombre primeramente atacó con un cuchillo a dos mujeres policías, luego tomó una de sus armas y disparó contra ellas hasta matar a ambas oficiales y a un civil que estaba sentado dentro de un automóvil. Más tarde, huyó y tomó como rehén a una mujer en el interior de una escuela de secundaria. Los oficiales de policía que acudieron al lugar abatieron al atacante.
La fiscalía belga abrió una carpeta de investigación por terrorismo.

## Antecedentes
Bélgica es un país europeo que desde los atentados de Bruselas de 2016 ha estado en alerta por la planificación de diversos ataques terroristas en todo el territorio nacional. Ejemplos de ellos son el ataque en Charleroi de 2016, el ataque a militares de Bruselas de 2017, entre otros; la mayoría de ellos adjudicados por el grupo yihadista Estado Islámico.

## Atentado
El martes 29 de mayo de 2018, en Lieja (Bélgica), aproximadamente a las 10:30 a. m.. (hora local), un hombre armado con un cuchillo apuñaló por detrás a dos oficiales de policía que vigilaban los parquímetros del "Café Aux Augustins". Luego tomó el arma de una de las oficiales y disparó contra ambas policías, asesinándolas. El agresor huyó del lugar hacia el instituto "Athenee de Waha". Ahí, un joven de 22 años en el interior de un vehículo aparcado recibió otro disparo mortal antes de que el atacante ingresara al lugar y tomara como rehén a una de las mujeres de la limpieza. Todas las personas en la escuela fueron evacuadas hasta el jardín botánico localizado cerca de allí. Luego de ello, el atacante salió e hirió de bala a dos oficiales más en las piernas al grito de Alá es grande. Los policías respondieron a la agresión abatiendo al atacante, poniendo fin y control a la situación.

## Investigaciones
La fiscalía de Bélgica abrió una carpeta por "delito de terrorismo" luego de lo sucedido. Además, la sección antiterrorista también investiga el suceso.

### Perpetrador
El sospechoso del ataque fue identificado como Benjamin Herman, de 36 años, delincuente común ingresado en prisión en numerosas ocasiones desde 2003. Había sido liberado de prisión unos días antes de cometer el atentado. No se le encontraron carpetas de investigación por terrorismo sino por delitos menores. Se toma la hipótesis de que haya sido radicalizado por yihadistas en prisión.

## Reacciones

### Nacionales
- La Monarquía de Bélgica ofreció sus condolencias, mientras que el rey Felipe de Bélgica visitó la escena junto con el primer ministro Charles Michel , quien también ofreció sus condolencias. El nivel de amenaza nacional de Bélgica se mantuvo en dos de cuatro, lo que indica un riesgo promedio de un ataque.[5]

### Internacionales y de organizaciones
- Reino Unido: La Oficina de Asuntos Exteriores y de la Commonwealth del Reino Unido advirtió sobre ataques "muy probables" en Bélgica. Su rama antiterrorista escribió que estaban "comprometidos a enfrentar la amenaza terrorista mundial junto con nuestros aliados y socios".[9]
- Organización del Tratado del Atlántico Norte: El Secretario General de la OTAN con sede en Bélgica, Jens Stoltenberg, ofreció sus condolencias y solidaridad.[10]